# Pinellas County
Das Pinellas County ist ein County im Bundesstaat Florida der Vereinigten Staaten. Der Verwaltungssitz (County Seat) ist Clearwater. Die größte Stadt ist St. Petersburg.

## Geschichte
Das Pinellas County wurde am 23. Mai 1911 aus Teilen des Hillsborough Countys gebildet. Die gesamte Halbinsel Pinellas, die die Tampa Bay vom Golf von Mexiko trennt, sowie ein kleiner Teil vom Festland gehören zu dem County.

## Geographie
Das County hat eine Fläche von 1574 Quadratkilometern, wovon 849 Quadratkilometer Wasserfläche sind. Es grenzt im Uhrzeigersinn an folgende Countys: Pasco County, Hillsborough County und Manatee County. Zusammen mit den Countys Hernando, Hillsborough und Pasco bildet das County die Metropolregion Tampa Bay Area.

## Demografische Daten
Nach der Volkszählung im Jahr 2010 lebten im Pinellas County 916.542 Menschen in 503.181 Haushalten. Die Bevölkerungsdichte betrug 1264,2 Einwohner pro Quadratkilometer. Ethnisch betrachtet setzte sich die Bevölkerung zusammen aus 82,1 % Weißen, 10,3 % Afroamerikanern, 0,3 % Indianern und 3,0 % Asian Americans. 2,1 % waren Angehörige anderer Ethnien und 2,2 % verschiedener Ethnien. 8,0 % der Bevölkerung bestand aus Hispanics oder Latinos.
Im Jahr 2010 lebten in 22,6 % aller Haushalte Kinder unter 18 Jahren sowie 33,9 % aller Haushalte Personen mit mindestens 65 Jahren. 56,3 % der Haushalte waren Familienhaushalte (bestehend aus verheirateten Paaren mit oder ohne Nachkommen bzw. einem Elternteil mit Nachkomme). Die durchschnittliche Größe eines Haushalts lag bei 2,16 Personen und die durchschnittliche Familiengröße bei 2,79 Personen.
19,9 % der Bevölkerung waren jünger als 20 Jahre, 21,7 % waren 20 bis 39 Jahre alt, 30,1 % waren 40 bis 59 Jahre alt und 28,4 % waren mindestens 60 Jahre alt. Das mittlere Alter betrug 46 Jahre. 48,0 % der Bevölkerung waren männlich und 52,0 % weiblich.
Das jährliche Durchschnittseinkommen eines Haushalts betrug 46.051 USD, dabei lebten 13,1 % der Bevölkerung unter der Armutsgrenze.
Im Jahr 2010 war englisch die Muttersprache von 87,17 % der Bevölkerung, spanisch sprachen 5,56 % und 7,27 % hatten eine andere Muttersprache.

## Kultur und Sehenswürdigkeiten

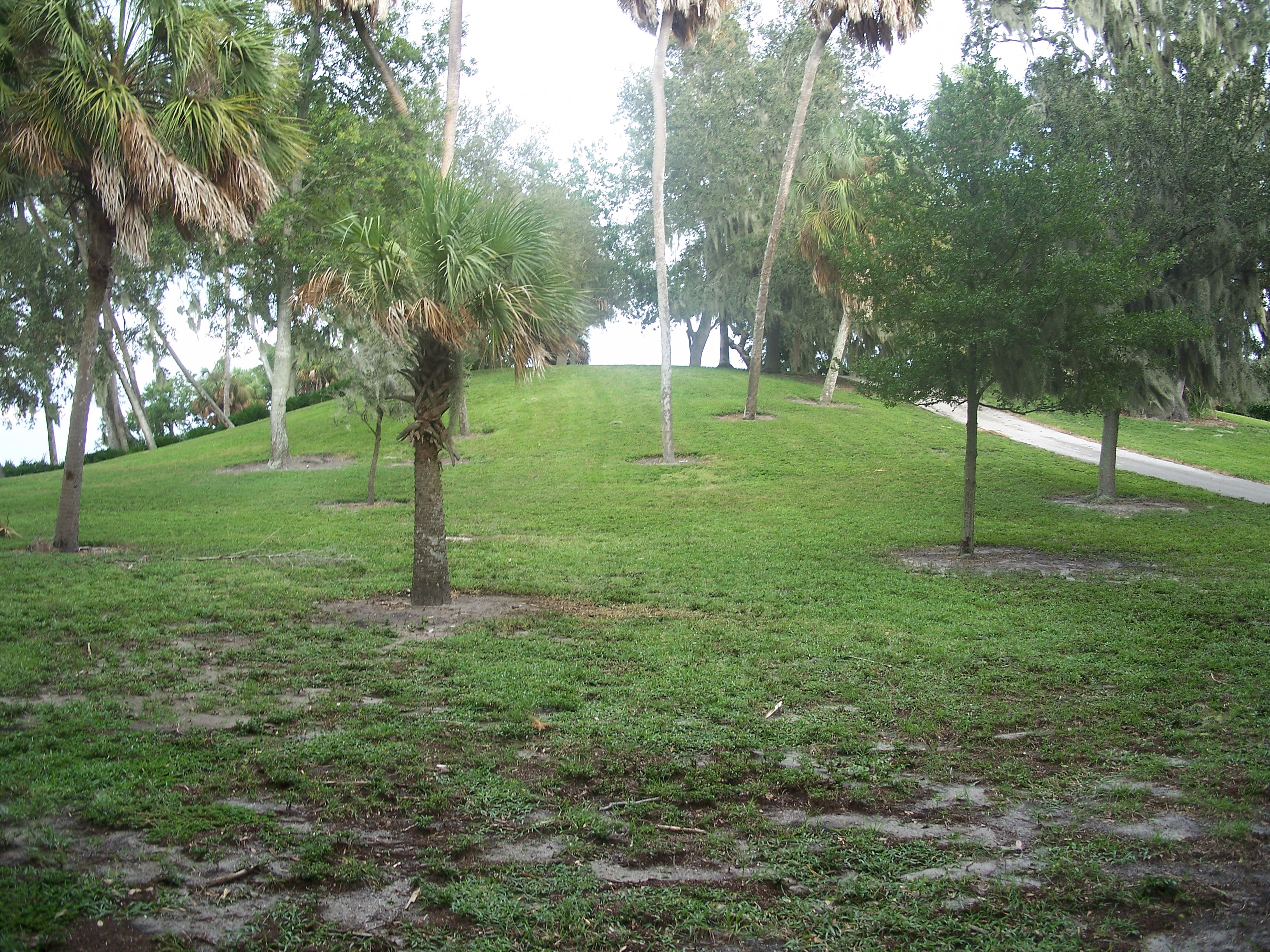
Safety Harbor Site (2007). Diese archäologische Fundstätte entstammt der Safety-Harbor-Kultur, die an der zentralen Golfküste Floridas verbreitet war und zu der die Tocobaga gehörten. Der größte Mound der Anlage erreicht eine Höhe von über 40 m. Im Juli 1964 erhielt die Safety Harbor Site den Status eines National Historic Landmarks zuerkannt. Im Oktober 1966 wurde sie in das NRHP eingetragen.

75 Bauwerke, Stätten und Historic Districts („historische Bezirke“) im Pinellas County sind im National Register of Historic Places („Nationales Verzeichnis historischer Orte“; NRHP) eingetragen (Stand 16. Februar 2023), darunter hat die Safety Harbor Site den Status eines National Historic Landmarks („Nationales historisches Wahrzeichen“).

## Weiterführende Bildungseinrichtungen
- Clearwater Christian College in Clearwater
- Florida Metropolitan University in Clearwater
- Remington College in Pinellas
- Eckerd College in Saint Petersburg
- Saint Petersburg College in Saint Petersburg
- Saint Petersburg Junior College in Saint Petersburg
- Stetson University in Saint Petersburg
- University of South Florida in Saint Petersburg

## Orte im Pinellas County
Orte im Pinellas County mit Einwohnerzahlen der Volkszählung von 2010:
Cities:
- Belleair Beach – 1.560 Einwohner
- Belleair Bluffs – 2.031 Einwohner
- Clearwater (County Seat) – 107.685 Einwohner
- Dunedin – 35.321 Einwohner
- Gulfport – 12.029 Einwohner
- Indian Rocks Beach – 4.113 Einwohner
- Largo – 77.648 Einwohner
- Madeira Beach – 4.263 Einwohner
- Oldsmar – 13.591 Einwohner
- Pinellas Park – 49.079 Einwohner
- Safety Harbor – 16.884 Einwohner
- St. Pete Beach – 9.346 Einwohner
- St. Petersburg – 244.769 Einwohner
- Seminole – 17.233 Einwohner
- South Pasadena – 4.964 Einwohner
- Tarpon Springs – 23.484 Einwohner
- Treasure Island – 6.705 Einwohner

Towns:
- Belleair – 3.869 Einwohner
- Belleair Shore – 109 Einwohner
- Indian Shores – 1.420 Einwohner
- Kenneth City – 4.980 Einwohner
- North Redington Beach – 1.417 Einwohner
- Redington Beach – 1.427 Einwohner
- Redington Shores – 2.121 Einwohner

Census-designated places:
- Bardmoor – 9.732 Einwohner
- Bay Pines – 2.931 Einwohner
- Bear Creek – 1.948 Einwohner
- East Lake – 30.962 Einwohner
- Feather Sound – 3.420 Einwohner
- Greenbriar – 2.502 Einwohner
- Harbor Bluffs – 2.860 Einwohner
- Lealman – 19.879 Einwohner
- Palm Harbor – 57.439 Einwohner
- Ridgecrest – 2.558 Einwohner
- South Highpoint – 5.195 Einwohner
- Tierra Verde – 3.721 Einwohner
- West Lealman – 15.651 Einwohner